# Pfarrkirche Turrach

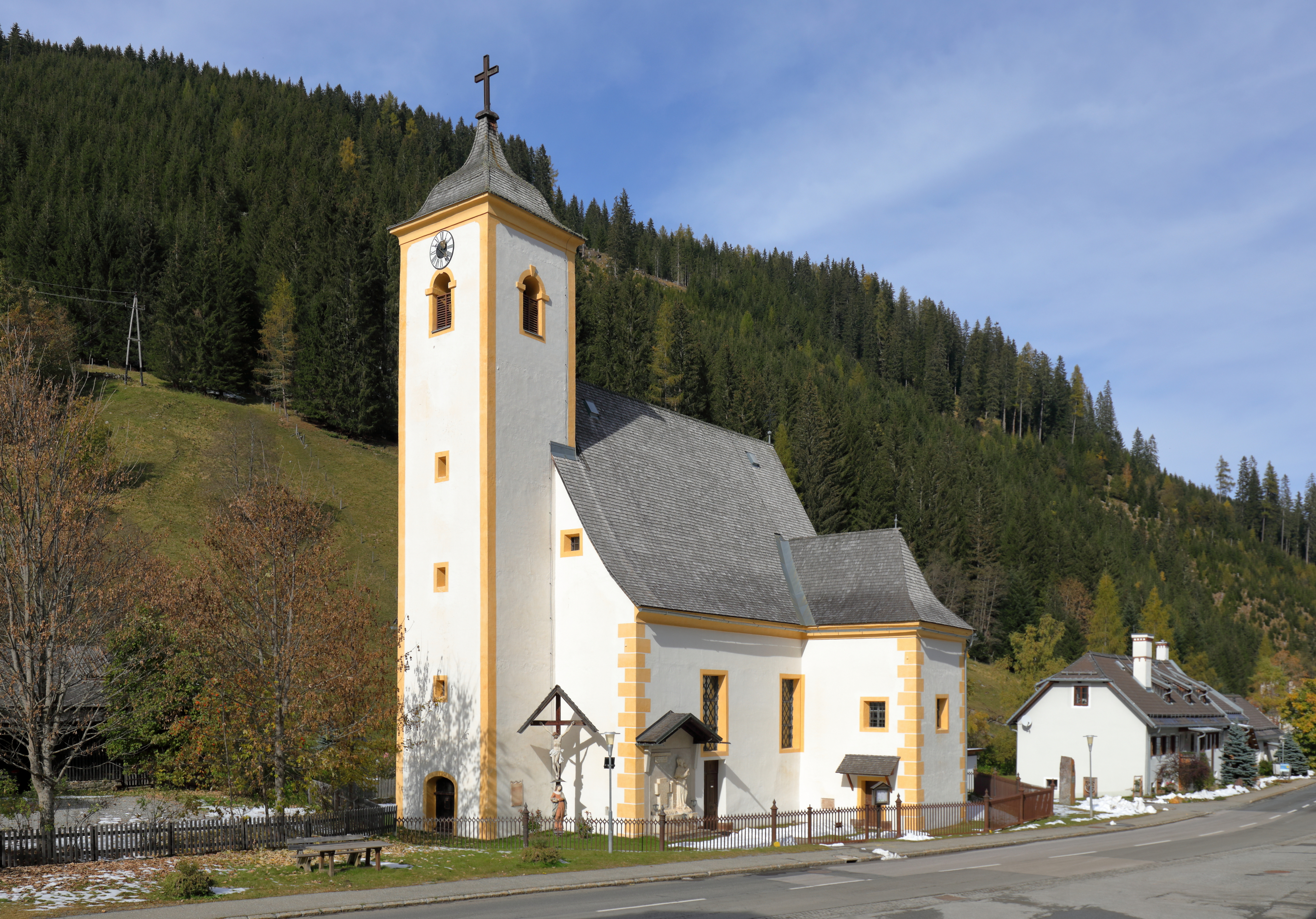
Katholische Pfarrkirche hl. Joseph in Turrach

Die römisch-katholische Pfarrkirche Turrach steht in der Mitte der Ortschaft Turrach in der Gemeinde Stadl-Predlitz im Bezirk Murau in der Steiermark. Die dem Patrozinium des heiligen Josef von Nazaret unterstellte Pfarrkirche gehört zur Region Obersteiermark West (Dekanat Murau) in der Diözese Graz-Seckau. Die Kirche und der Kirchhof stehen unter Denkmalschutz (Listeneintrag).

## Geschichte
Die Kirche wurde 1726 durch den Fürsten Adam Franz Schwarzenberg für das hier gelegene Eisenwerk erbaut.

## Architektur
Der Kirchenbau ist von einem Kirchhof mit einer Umzäunung mit einem schweren gusseisernen Gitter um 1830 in neugotischen Formen aus der Turracher Eisenhütte umgeben.
Der nach Norden gerichtete Kirchenbau hat einen Saalraum mit einem Dreiachtelschluss mit einem Kapellenanbau im Westen und einem Sakristeianbau im Osten. Der etwas in die Südfront eingestellte Turm trägt eine barocke Haube.
Der Saalraum hat eine Flachdecke mit der Deckenmalerei hl. Clemens von Toni Hafner 1958.

## Einrichtung
Der Hochaltar mit Umgangsportalen um 1730 zeigt das Wappen Schwarzenberg-Liechtenstein und trägt Statuen von Balthasar Prandtstätter, darunter zwei adorierende Bergknappen. Das Hochaltarbild Muttergottes mit den Heiligen Michael und Joseph schuf der Maler Maximilian Haindl 1729. Der Tabernakel um 1770/1780 entstand in der Art des Bildhauers Johann Reiter.
Der Kreuzaltar in der Westkapelle aus dem späten 19. Jahrhundert trägt ein Kruzifix um 1700. Das gemalte Antependium Christus am Ölberg schuf Renati 1867. Die Kanzel von 1734 zeigt am Korb die Bilder Guter Hirte und Evangelisten. Die vierzehn Kreuzwegbilder schuf Michael Hausstätter Pichtor 1761.
Die Orgel von 1831 hat barocke Formen. Das Orgelwerk von Carl Billich 1874 wurde 1919 erneuert. Eine Glocke nennt 1756.

## Grabdenkmäler
An der Kirche stehen mehrere gusseiserne Grabplatten von 1841, 1854, 1855, 1864, 1870, 1878, 1879.